# Comuna Berezeanka, Rujîn
Berezeanka (în ucraineană Березянська сільська рада) este o comună în raionul Rujîn, regiunea Jîtomîr, Ucraina, formată din satele Berezeanka (reședința), Cehova și Prîcepivka.

## Demografie
Componența lingvistică a comunei Berezeanka
     Ucraineană (99,64%)
     Alte limbi (0,36%)
Conform recensământului din 2001, majoritatea populației comunei Berezeanka era vorbitoare de ucraineană (99,64%), existând în minoritate și vorbitori de alte limbi.